# 숙의 윤씨 (연산군)
숙의 윤씨(淑儀 尹氏, 1481년 ~ 1568년)은 조선 연산군의 후궁이다.

## 생애
조선 제10대 임금인 연산군의 후궁이다. 본관은 해평(海平)으로, 1481년(성종 12년) 사섬시와 군기시 첨정을 지낸 윤훤(尹萱)의 딸로 태어났다.
1501년(연산군 7년) 음력 8월 1일 연산군의 명으로 종2품 숙의(淑儀)로 입궁하였다. 그러나 1506년(중종 원년) 중종반정이 일어나 연산군이 폐위되면서, 윤씨는 갈 곳이 없어졌다. 연산군과의 사이에서 자녀도 없어 조카 윤씨를 양녀로 삼아 후사를 이었다. 한편 1519년(중종 14년) 음력 12월 17일 당시 연산군의 숙의 중에는 윤씨와 곽씨만이 생존해 있었는데, 중종의 명으로 두 사람에 대해 혜양하게 하였다는 기록이 있다
윤씨는 1568년(선조 원년) 향년 88세를 일기로 사망하였다.

## 관련 유물
- 백자청화 숙의윤씨 묘지 - 숙의 윤씨의 출생부터 사망까지의 주요 일대기를 백자 도판 3장에 나눠 기록한 것으로, 사망한 해인 1568년 제작되었다. 크기는 24.5x18.5cm이며, 두께는 1cm이다. 해당 유물은 이화여자대학교 박물관에서 소장하고 있으며, 2015년 5월 박물관 개관 80주년 기념 소장품 특별전 “조선백자”에서 전시되었다[6][7].

## 가족 관계
본가 해평 윤씨(海平 尹氏)
- 증조부 : 수원부사 윤처성(水原府使 尹處誠
- 증조모 : 미상
  - 조부 : 사헌부장령 윤면(司憲府掌令 尹沔, 생물년 미상)
  - 조모 : 정부인 인천 이씨(貞夫人 仁川 李氏, 생몰년 미상)
    - 아버지 : 군기시첨정 윤훤(軍器寺僉正 尹萱, 1444~1504)[2]
    - 어머니 : 정부인 부안 김씨(貞夫人 扶安 金氏, 생몰년 미상)[8]
      - 오빠 : 의정부 영의정 윤은보(議政府 領議政 尹殷輔, 1468~1544)[1]
      - 올케 : 정경부인 여산 송씨(貞敬夫人 礪山 宋氏, 생몰년 미상)[9]
      - 올케 : 정경부인 양성 이씨(貞敬夫人 陽城 李氏, 생몰년 미상)[10]
      - 오빠 : 이조참판 증 의정부 영의정 윤은필(吏曹參判 贈 領議政 尹殷輔 尹殷弼, 생몰년 미상)[11]
      - 올케 : 증 정경부인 평강 채씨(贈 貞敬夫人 平康 蔡氏, 생몰년 미상)[12]
      - 동생 : 윤은좌(尹殷佐)

왕가 전주 이씨(全州 李氏)
- 시조부 : 추존 덕종대왕(德宗大王, 1438~1457)
- 시조모 : 소혜왕후 한씨(昭惠王后 韓氏, 1437~1504)
  - 시아버지 : 제9대 성종대왕(成宗大王, 1457~1494, 재위 1469~1494)
  - 시어머니 : 폐비 윤씨(廢妃 尹氏, 1455?~1482)
    - 남편 : 제10대 연산군(燕山君, 1476~ 1506, 재위 1494~1506)

  - 시어머니 : 정현왕후 윤씨(貞顯王后 尹氏, 1462~1530)
    - 시동생 : 제11대 중종대왕(中宗大王, 1488~1544, 재위 1506~1544)